# 常慶院 (長野県栄村)
常慶院（じょうけいいん）は、長野県下水内郡栄村箕作にある曹洞宗の寺院である。山号は金華山。本尊は釈迦如来。

## 由緒
江戸時代の文書によると応永5年（1398年）の創建とされている。
上杉氏の重臣市河氏の会津移封後に、市河氏の旧城址に寺地を移した。なお、山形県米沢市には、上杉氏の再度の移封に伴って市河氏とともに移った常慶院（寺伝では同じく応永5年開山）が存在する。

## 境内
本堂は元禄3年（1690年）に再建。本堂に釈迦如来を安置する。
山門は茅葺入母屋造の規模の大きいもので、善光寺以北数十里にこれだけの山門のある寺は他にないといわれている。

## 関連リンク
- 常慶院 曹洞禅ナビ
- 常慶院 - 苗場山麓ジオパーク
- 【栄村】常慶院 甲信寺社宝鑑